# Paranormal (альбом Элиса Купера)
Paranormal — двадцать седьмой студийный альбом американского рок-певца Элиса Купера, изданный в 2017 году.

## Список композиций
| №   | Название                   | Автор(ы) | Длительность |
| --- | -------------------------- | --- | ------------ |
| 1.  | «Paranormal»               | Купер, Эзрин, Гловер, Денандер                                                                              | 4:10         |
| 2.  | «Dead Flies»               | Купер, Эзрин, Денандер                                                                                      | 2:22         |
| 3.  | «Fireball»                 | Купер, Данауэй                                                                                              | 4:49         |
| 4.  | «Paranoiac Personality»    | Купер, Эзрин, Денандер, Хенриксен                                                                           | 3:11         |
| 5.  | «Fallen in Love»           | Купер, Эзрин, Денандер, Хенриксен                                                                           | 3:33         |
| 6.  | «Dynamite Road»            | Купер, Эзрин, Денандер                                                                                      | 2:43         |
| 7.  | «Private Public Breakdown» | Купер, Эзрин, Джисперт                                                                                      | 3:26         |
| 8.  | «Holy Water»               | Купер, Эзрин, Стэнли Демари IV, Дерек Монихан, Дастин Такер, Льюис Ричардс, Малколм Маклафлин, Тим Бернауэр | 3:08         |
| 9.  | «Rats»                     | Купер, Эзрин, Хенриксен                                                                                     | 2:38         |
| 10. | «The Sound of A»           | Купер, Данауэй                                                                                              | 4:06         |

| №   | Название                      | Автор(ы)              | Длительность |
| --- | ----------------------------- | --------------------- | ------------ |
| 11. | «Genuine American Girl»       | Купер, Эзрин, Смит    | 4:27         |
| 12. | «You And All Of Your Friends» | Купер, Эзрин, Данауэй | 2:42         |

| №   | Название                | Автор(ы)                  | Длительность |
| --- | ----------------------- | ------------------------- | ------------ |
| 13. | «No More Mr. Nice Guy»  | Купер, Брюс               | 3:10         |
| 14. | «Under My Wheels»       | Купер, Эзрин, Данауэй     | 2:56         |
| 15. | «Billion Dollar Babies» | Купер, Брюс, Реджи Винсон | 3:44         |

## Участники записи
Музыканты
- Элис Купер — вокал
- Томми Хенриксен — гитара (1—10, 12—18), бэк-вокал
- Томми Денандер — гитара
- Роджер Гловер — бас-гитара (1)
- Джимми Ли Слоас — бас-гитара
- Деннис Данауэй — бас-гитара (3, 9—12)
- Ларри Маллен-младший — ударные (1—8, 10)
- Билли Гиббонс — гитара (5)

## Позиции в чартах
| Страна         | Место |
| -------------- | ----- |
| Австралия      | 4     |
| Великобритания | 6     |
| Германия       | 4     |
| Нидерланды     | 24    |
| США            | 32    |
| Швеция         | 6     |
| Шотландия      | 3     |